# بينيلوب ستون
بينيلوب ستون (بالإنجليزية: Penelope Stone)‏ (26 مارس 1955 - ) هي لاعبة كرة يد أمريكية. شاركت في الألعاب الأولمبية الصيفية 1984 والألعاب الأولمبية الصيفية 1988.

## وصلات خارجية
- بينيلوب ستون على موقع أوليمبيديا (الإنجليزية)